# 2000 AY2
2000 AY2 är en asteroid i huvudbältet som upptäcktes den 1 januari 2000 av de båda italienska astronomerna Andrea Boattini och Giuseppe Forti vid Pistoia Mountain-observatoriet.
Asteroiden har en diameter på ungefär 2 kilometer.